# Hope (Alaska)
Hope ist ein Ort und ein Census-designated place (CDP) an der nördlichen Küste der Kenai-Halbinsel in Alaska. Die Ortschaft liegt am Südufer des Turnagain Arms, eine Bucht des Cook Inlets, knapp 30 km abseits des Seward Highways. Der Resurrection Creek mündet bei Hope ins Meer. Etwa 6 % der 137 Einwohner sind Ureinwohner Alaskas oder deren Nachkommen.

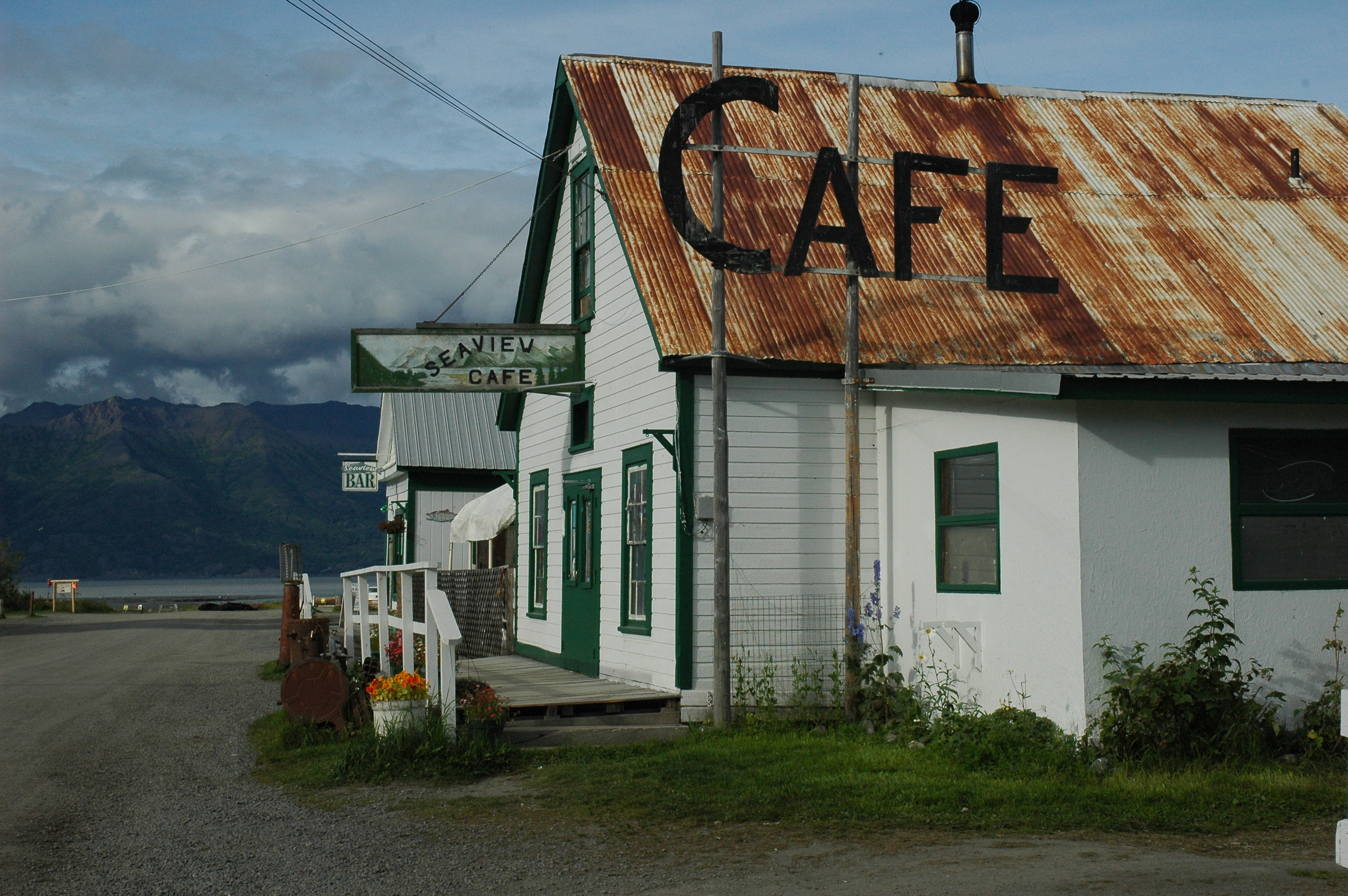
Seaview Cafe in Hope

Die Siedlung wurde 1896 mit dem Namen „Hope City“ gegründet, als im Resurrection Creek Gold gefunden worden war. 1897 wurde ein Postamt eröffnet. Teile der Ortschaft wurden beim Karfreitagsbeben 1964 zerstört.
Ein Viertel der Häuser hat eine eigene Quelle und ist nicht an die öffentliche Wasserversorgung angeschlossen. Auch die Schule, in der 14 Schüler (Stand: 2000) unterrichtet werden, nutzt ein eigenes Quellwassersystem. Viele Häuser sind nur saisonal bewohnt. Das nächstgelegene Krankenhaus ist das Central Peninsula General Hospital in Soldotna.
Die Schule und der örtliche Einzelhandel sind die einzigen Arbeitgeber der Ortschaft. Vereinzelt wird noch Gold abgebaut. Eine geschotterte Landebahn befindet sich in Staatsbesitz.
Hope ist seit 1980 ein census-designated place.